# Circonscription de Sousse
La circonscription de Sousse est une ancienne circonscription électorale tunisienne. Elle couvre le territoire du gouvernorat de Sousse.
Le décret-loi no 2022-55 du 15 septembre 2022 la divise en neuf circonscriptions.

## Résultats électoraux
Voici les résultats des élections constituantes tunisiennes de 2011 pour la circonscription ; la liste donne les partis ayant obtenu au moins un siège :
| Parti          | Parti                                                              | Voix    | %    | Sièges |
| -------------- | ------------------------------------------------------------------ | ------- | ---- | ------ |
|                | Ennahdha                                                           | 86 590  | 35,8 | 4      |
|                | L'Initiative                                                       | 52 573  | 21,8 | 2      |
|                | Congrès pour la République                                         | 12 926  | 5,4  | 1      |
|                | Pétition populaire pour la liberté, la justice et le développement | 12 160  | 5    | 1      |
|                | Ettakatol                                                          | 10 051  | 4,2  | 1      |
|                | Parti démocrate progressiste                                       | 7 519   | 3,1  | 1      |
| Inscrits       | Inscrits                                                           | 252 827 | 100  | 10     |
| Votants        | Votants                                                            | 241 547 |      | -      |
| Exprimés       | Exprimés                                                           | 241 547 | 100  | -      |
| Blancs et nuls | Blancs et nuls                                                     | 11 280  |      | -      |

## Représentants

### Constituants
|  | Nom                | Parti                                                                |
|  | ------------------ | -------------------------------------------------------------------- |
|  | Abdallah Farhat    | Front national (Néo-Destour et Union générale tunisienne du travail) |
|  | Jalloul Ben Chrifa | Front national (Néo-Destour)                                         |
|  | Mohamed Romdhane   | Front national (Néo-Destour)                                         |
|  | Mohamed Bellalouna | Front national (Néo-Destour)                                         |

|  | Nom                                               | Image | Parti                                                                                  |
|  | ------------------------------------------------- | ----- | -------------------------------------------------------------------------------------- |
|  | Kamel Ben Ahmed Ben Romdhane Hamadi Jebali (2011) |       | Ennahdha                                                                               |
|  | Monia Ibrahim                                     |       | Ennahdha                                                                               |
|  | Zied Ladhari                                      |       | Ennahdha                                                                               |
|  | Fatouma Attia                                     |       | Ennahdha                                                                               |
|  | Mohamed Karim Krifa                               |       | L'Initiative                                                                           |
|  | Monia Ben Nasr                                    |       | L'Initiative puis indépendante                                                         |
|  | Tahar Hmila                                       |       | Congrès pour la République, indépendant puis Parti de l'envol vers l'avenir (Al Iklaâ) |
|  | Salah Chouaïb                                     |       | Ettakatol, indépendant puis Parti de la troisième voie                                 |
|  | Skander Bouallegui                                |       | Pétition populaire pour la liberté, la justice et le développement                     |
|  | Mohamed Gahbich                                   |       | Parti démocrate progressiste puis Alliance démocratique                                |

### Députés
|  | Nom                  | Parti                        |
|  | -------------------- | ---------------------------- |
|  | Abdallah Farhat      | Front national (Néo-Destour) |
|  | Ahmed Noureddine     | Front national (Néo-Destour) |
|  | Abdelmajid Razgallah | Front national (Néo-Destour) |
|  | Hédi Bouslama        | Front national (Néo-Destour) |

|  | Nom                  | Parti                       |
|  | -------------------- | --------------------------- |
|  | Ahmed Noureddine     | Parti socialiste destourien |
|  | Hamed Karoui         | Parti socialiste destourien |
|  | Abdelmajid Razgallah | Parti socialiste destourien |
|  | Hédi Bouslama        | Parti socialiste destourien |

|  | Nom               | Parti                       |
|  | ----------------- | --------------------------- |
|  | Ahmed Noureddine  | Parti socialiste destourien |
|  | Mahmoud Charchour | Parti socialiste destourien |
|  | Hassen Kacem      | Parti socialiste destourien |
|  | Belgacem Abdelhak | Parti socialiste destourien |
|  | Ahmed Landoulsi   | Parti socialiste destourien |

|  | Nom               | Parti                                                               |
|  | ----------------- | ------------------------------------------------------------------- |
|  | Habib Chatti      | Parti socialiste destourien                                         |
|  | Mustapha Zaanouni | Parti socialiste destourien                                         |
|  | Mustapha Makhlouf | Parti socialiste destourien et Union générale tunisienne du travail |
|  | Mohamed Oueslati  | Parti socialiste destourien et Union générale tunisienne du travail |
|  | Ahmed Nabli       | Parti socialiste destourien                                         |

|  | Nom                 | Parti                                                               |
|  | ------------------- | ------------------------------------------------------------------- |
|  | Mustapha Zaanouni   | Parti socialiste destourien                                         |
|  | Rachid Chatti       | Parti socialiste destourien                                         |
|  | Mohamed Salah Attia | Parti socialiste destourien                                         |
|  | Salah Frigui        | Parti socialiste destourien et Union générale tunisienne du travail |
|  | Hassen Ben Hnia     | Parti socialiste destourien                                         |
|  | Ahmed Khaled        | Parti socialiste destourien                                         |

|  | Nom                  | Parti                                                 |
|  | -------------------- | ----------------------------------------------------- |
|  | Hamed Karoui         | Front national (Parti socialiste destourien)          |
|  | Abdelmajid Razgallah | Front national (Parti socialiste destourien)          |
|  | Mohamed Ben Romdhane | Front national (Parti socialiste destourien)          |
|  | Salah Lahmar         | Front national (Union générale tunisienne du travail) |
|  | Mohsen Fradi         | Front national (Parti socialiste destourien)          |
|  | Abdelmajid Boubaker  | Front national (Parti socialiste destourien)          |

|  | Nom                  | Parti                                         |
|  | -------------------- | --------------------------------------------- |
|  | Hédi Baccouche       | Union nationale (Parti socialiste destourien) |
|  | Hamed Karoui         | Union nationale (Parti socialiste destourien) |
|  | Souad Lyagoubi       | Union nationale (Parti socialiste destourien) |
|  | Abdelmajid Razgallah | Union nationale (Parti socialiste destourien) |
|  | Mohsen Fradi         | Union nationale (Parti socialiste destourien) |
|  | Othman Khalfallah    | Union nationale (Parti socialiste destourien) |

|  | Nom               | Parti                                      |
|  | ----------------- | ------------------------------------------ |
|  | Hamed Karoui      | Rassemblement constitutionnel démocratique |
|  | Taoufik Chatti    | Rassemblement constitutionnel démocratique |
|  | Ahmed Khaled      | Rassemblement constitutionnel démocratique |
|  | Mohamed Ben Saad  | Rassemblement constitutionnel démocratique |
|  | Hatem Ben Othmane | Rassemblement constitutionnel démocratique |
|  | Abderraouf Bouker | Rassemblement constitutionnel démocratique |
|  | Mongi Hassouna    | Rassemblement constitutionnel démocratique |

|  | Nom                 | Parti                                      |
|  | ------------------- | ------------------------------------------ |
|  | Mohamed Jegham      | Rassemblement constitutionnel démocratique |
|  | Taoufik Chatti      | Rassemblement constitutionnel démocratique |
|  | Mohamed Habib Béhi  | Rassemblement constitutionnel démocratique |
|  | Moncef Hamdan       | Rassemblement constitutionnel démocratique |
|  | Abdelaziz Chouchane | Rassemblement constitutionnel démocratique |
|  | Mongi Grira         | Rassemblement constitutionnel démocratique |
|  | Mouldi Mhedhebi     | Rassemblement constitutionnel démocratique |
|  | Nasr Ben Ameur      | Parti de l'unité populaire                 |

|  | Nom                | Parti                                      |
|  | ------------------ | ------------------------------------------ |
|  | Mohamed Jegham     | Rassemblement constitutionnel démocratique |
|  | Sahbi Karoui       | Rassemblement constitutionnel démocratique |
|  | Ahmed Saïdi        | Rassemblement constitutionnel démocratique |
|  | Mohamed Habib Béhi | Rassemblement constitutionnel démocratique |
|  | Nessima Ghannouchi | Rassemblement constitutionnel démocratique |
|  | Mohamed Zaouia     | Rassemblement constitutionnel démocratique |
|  | Abderrazak Fradi   | Rassemblement constitutionnel démocratique |
|  | Hédi Amrouni       | Parti de l'unité populaire                 |

|  | Nom                   | Parti                                      |
|  | --------------------- | ------------------------------------------ |
|  | Sahbi Karoui          | Rassemblement constitutionnel démocratique |
|  | Ahmed Saïdi           | Rassemblement constitutionnel démocratique |
|  | Nessima Ghannouchi    | Rassemblement constitutionnel démocratique |
|  | Samira Baïzigue Slama | Rassemblement constitutionnel démocratique |
|  | Mohamed Habib Béhi    | Rassemblement constitutionnel démocratique |
|  | Abderrazak Fradi      | Rassemblement constitutionnel démocratique |
|  | Ridha Bouargoub       | Rassemblement constitutionnel démocratique |
|  | Aida Morjane Chemsi   | Rassemblement constitutionnel démocratique |
|  | Taoufik Bouhlel       | Parti de l'unité populaire                 |

|  | Nom                   | Parti                                      |
|  | --------------------- | ------------------------------------------ |
|  | Sahbi Karoui          | Rassemblement constitutionnel démocratique |
|  | Ahmed Saïdi           | Rassemblement constitutionnel démocratique |
|  | Ridha Bouargoub       | Rassemblement constitutionnel démocratique |
|  | Nessima Ghannouchi    | Rassemblement constitutionnel démocratique |
|  | Samira Baïzigue Slama | Rassemblement constitutionnel démocratique |
|  | Bouraoui Ben Hassine  | Rassemblement constitutionnel démocratique |
|  | Hechmi Ouahchi        | Rassemblement constitutionnel démocratique |
|  | Ali Belhaj Mbarek     | Rassemblement constitutionnel démocratique |
|  | Lasmar Souid          | Parti de l'unité populaire                 |
|  | Ramzi Khelifi         | Parti des verts pour le progrès            |